# Louis Perrier

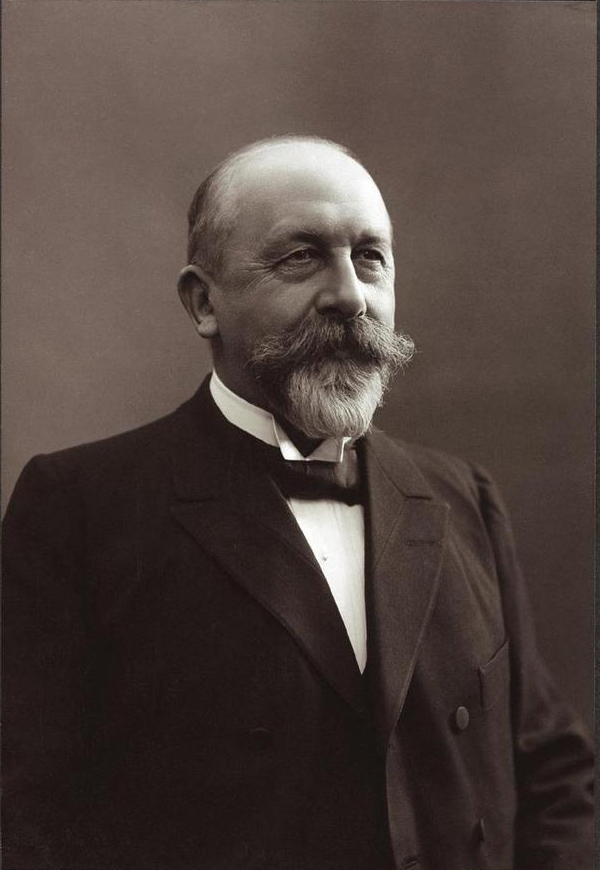
Louis Perrier

Frédéric François Louis Perrier (* 22. Mai 1849 in Neuchâtel; † 16. Mai 1913 in Bern, heimatberechtigt in Orges und Sainte-Croix; überwiegend Louis Perrier genannt) war ein Schweizer Architekt und Politiker (FDP). Er entwarf zahlreiche Bahnhöfe und andere öffentliche Gebäude. Nach politischer Tätigkeit auf Gemeinde- und Kantonsebene gehörte er ab 1902 dem Nationalrat an. 1912 folgte die Wahl in den Bundesrat, er starb aber nach nur 13-monatiger Amtszeit.

## Biografie

### Studium und Beruf
Der älteste Sohn des Architekten Louis-Daniel Perrier und von Cécile Dardel erhielt seine Schulbildung in Neuchâtel. 1868 begann er an der Technischen Hochschule Stuttgart ein Architekturstudium, das er drei Jahre später am Eidgenössischen Polytechnikum Zürich mit einem Diplom abschloss. Erste berufliche Erfahrungen sammelte er zusammen mit seinem Vater, unter anderem 1878/79 mit der Projektierung des Hauptsitzes des Internationalen Büros für Mass und Gewicht in Sèvres bei Paris.
Daraufhin machte sich Perrier selbständig und erhielt zahlreiche Aufträge für öffentliche Gebäude. Dazu gehören die Hauptpost von La Chaux-de-Fonds, das Spital von Saignelégier, die Universität Neuchâtel, die Kasernen von Colombier sowie die Schulen von Les Verrières und Marin. Hinzu kommen der Bahnhof von Le Locle und sämtliche Bahnhöfe an der Broyelinie zwischen Lyss und Palézieux. Ausserdem war er Bauleiter der Strassenbahnlinie Neuchâtel–Boudry und der Wasserleitung zwischen der Areuse-Schlucht und Neuchâtel. Perrier, der zeitlebens Junggeselle blieb, verfolgte auch eine militärische Karriere. 1896 zum Obersten befördert, befehligte er die Genietruppen des 1. Armeekorps. Von 1902 bis 1906 war er Kommandant der Festung Saint-Maurice.

### Politik
1888 begann Perriers politische Karriere, als er in den Conseil général, der Legislative der Stadt Neuchâtel, gewählt wurde. Diesem gehörte er bis 1891 und erneut von 1894 bis 1903 an. Bei den Parlamentswahlen 1902 liess er sich als Kandidat der FDP zum Nationalrat wählen. 1903 erfolgte zusätzlich die Wahl in den Neuenburger Staatsrat, in welchem er das Baudepartement übernahm. In dieser Funktion leitete er unter anderem umfangreiche Restaurierungsarbeiten am Schloss Neuchâtel. Im Nationalrat erwarb er sich den Ruf, besonders kompetent zu sein.
Nachdem Bundesrat Robert Comtesse seinen Rücktritt angekündigt hatte, bestimmte eine Gruppe Westschweizer Parlamentarier Perrier zum Kandidaten für dessen Nachfolge. Liberale Zeitungen beschrieben ihn als freundlichen, intelligenten und kultivierten Mann, der dank seiner Umgänglichkeit, Willensstärke, Erfahrung und Entschlossenheit ein guter Bundesrat und Verwalter sein werde. Einziger ernsthafter Gegner war der frühere Bundesrat Adrien Lachenal, der dreizehn Jahre nach seinem Rücktritt erneut antreten wollte, seine Kandidatur aber wieder zurückzog. Die Bundesversammlung wählte Perrier am 12. März 1912 in die Landesregierung, wobei er sich im ersten Wahlgang mit 160 von 192 gültigen Stimmen durchsetzte. Auf Professor Eugène Borel jr. (Sohn des gleichnamigen Bundesrates) entfielen elf Stimmen, auf weitere Personen 21 Stimmen; 21 Wahlzettel waren leer.
Sein Amt als Bundesrat trat Perrier am 15. April 1912 an. Er übernahm die Leitung des Post- und Eisenbahndepartements. Sein Ziel war es, die letzten privaten Eisenbahnen der Schweiz in Bundesbesitz zu überführen, was nur zum Teil gelang. Zu Beginn des Jahres 1913 wechselte er ins Departement des Innern und begann mit der Ausarbeitung eines Gesetzes über die Nutzbarmachung der Wasserkräfte. Doch etwas mehr als fünf Monate später starb er unerwartet nach kurzer Krankheit. Bis heute ist Perrier jener Bundesrat mit der kürzesten Amtszeit.